# Korandův smrk
Korandův smrk byl mohutný památný strom, který rostl u zříceniny hradu Příběnice (okres Tábor). Padl kolem roku 2000, zbyl po něm jen pařez u pozůstatku jedné ze zdí (nedaleko strmého břehu řeky Lužnice).

## Základní informace
V registru AOPK ČR není strom uvedený, ale i podle projektu Záchrana genofondu památných stromů jako památný strom vyhlášený byl. Botanicky se jednalo o smrk ztepilý (Picea abies).

## Historie a pověsti
Smrk připomínal kněze Václava Korandu, husitského vůdce, který zde byl dočasně uvězněný a podílel se na dobytí hradu. V září roku 1420 chytili kněze s několika bratry Rožmberští a uvěznili v Příběnicích. Koranda a bratři se ale osvobodili z pout, překvapené strážce uvěznili namísto sebe a čekali, až přijde pomoc. Když dorazili táborští, znemožnil Koranda se svými lidmi osádce chránit bránu a táborité brzy hrad obsadili.

## Památné a významné stromy v okolí
- Klokotská alej
- Opařanský dub